# Peter Naumann
Peter Naumann (ur. 12 października 1941 w Hamburgu, zm. 11 lutego 2024) – niemiecki żeglarz sportowy. Dwukrotny medalista olimpijski.
Reprezentował barwy Republiki Federalnej Niemiec. Brał udział w dwóch igrzyskach olimpijskich (IO 68, IO 72), na obu zdobywał medale w klasie Latający Holender, srebro w 1968 i brąz w 1972. Podczas obu startów partnerował mu Ullrich Libor. Zdobyli również srebrny medal mistrzostw Europy w 1972.